# アメリカン・バンクノート社
アメリカン・バンクノート社（英語：American Bank Note Company / ABN）は、国家通貨（紙幣）や証券・切手等の原版の受託製造で世界的に知られた19世紀以来のアメリカの製版印刷会社。2008年以降は、アメリカン・バンクノート・コーポレーション（ABCorp）の子会社として、株式や債券の証明書の製版印刷を行っている。本社はニュージャージー州フォートリーに所在。

## 歴史
その起源は、1795年にアメリカ合衆国造幣局の初代主任彫版師ロバート・スコットがフィラデルフィアで創業した、マレー・ドレイパー・フェアハム社（Murray, Draper, Fairham & Co.：スコットの3人のパートナーに因んだ名称）に遡る。同社は、人口と商業が急成長しつつあった新興国アメリカに不可欠な証券印刷に特化した最初の企業の一つだった。
1857年恐慌後の1858年4月29日、有力な証券印刷会社7社が合併してアメリカン・バンクノート社（ABN）が設立され、本社はニューヨークに置かれた。それから間もなく、残りの少数の独立系銀行券印刷会社が合併してナショナル・バンクノート社（1859年創業）を設立した。
最初の連邦政府の紙幣は南北戦争勃発後に、米国財務省によって発行された。議会は1861年7月17日と8月5日に、6千万ドル相当の「en:Demand Notes（要求紙幣）」の発行を承認する法案を可決した。政府との契約に基づき、一般に「グリーンバックス」と呼ばれる新紙幣が、ABNとナショナル・バンクノート社により製造され、$5、$10、$20紙幣が合計725万枚発行された。両社は同時に南軍向けの紙幣も発行した。
1862年の米国製版印刷局による米国紙幣発行後、ABNは海外への事業展開を模索し、計115か国の証券及び紙幣（銀行券）を供給した。
さらに1873年、ABNはナショナル・バンクノート社を合併した。
1877年、連邦議会は米国製版印刷局が米国紙幣の唯一の発行機関となることを義務付けた。これにより証券印刷業界は業務の大部分が消滅したことを認識し、1879年に2度目の大規模な統廃合が行われ、ABNはコンチネンタル・バンクノート社（1863年創業）を吸収合併した。合併当時、コンチネンタル社は米国郵便切手製造の独占契約を有しており、同製造はABNの傘下で継続された。
1887年、ABNは米国郵便局向けの郵便為替の製版と印刷に関する2度目の4年契約を獲得した。
1891年、長年の顧客であるアメリカン・エキスプレス社のために、新たな通貨形態であるトラベラーズチェックの製造を開始した。アメリカン・エキスプレスは同商品を初年度に9,120ドル分販売した（2000年度には24.6億ドル）。
1894年、切手の製造契約は完了し、同製造は1894年7月1日以降ワシントンD.C.にある米国製版印刷局に移管（1990年代まで）された。

## 参考資料
1. ↑  Hessler, Gene (1993). The Engraver’s Line – An Encyclopedia of Paper Money & Postage Stamp Art. BNR Press. pp. 19. ISBN 0-931960-36-3